# Ромаскевич, Александр Александрович
Александр Александрович Ромаскевич (1885—1942) — историк, иранист и профессор.

## Биография
Александр Александрович Ромаскевич родился в 1885 году. Окончил гимназию в Орле. В 1909 году окончил Императорский Петроградский университет. Ученик В. А. Жуковского и В. В. Бартольда.
В 1912 году отправился в Иран в командировку, где выучил персидский язык и изучал памятники персидской литературы и фольклора, народное творчество и разные диалекты персидского языка. В 1915 году стал приват-доцентом на кафедре персидской словесности. В 1936 году устроился работать в Институт Востоковедения. С 1938 года был заведующим рукописным архивом. Когда началась Великая Отечественная война, благодаря Ромаскевичу архив удалось сохранить и защитить от бомбёжек.
Александр Александрович Ромаскевич умер во время блокады Ленинграда.

## Основные работы
- «Персидские народные четверостишия» (1916);
- «Персидская рукопись, поступившая в Азиатский музей РАН с Кавказского фронта» (1918);
- «В. А. Жуковский и персидская народная поэзия» (1921);
- «К диалектологии Персии» (1924);
- «Песни кашкайцев» (1924);
- «Новый чагатайско-персидский словарь» (1928);
- «Современная персидская пресса в образцах. Персидско-русский словарь» (1931);
- «Персидские народные сказки» (1934).